# Wusterhusen
Wusterhusen er en by og kommune i det nordøstlige Tyskland, beliggende i Amt Lubmin i den nordvestlige del af Landkreis Vorpommern-Greifswald. Landkreis Vorpommern-Greifswald ligger i delstaten Mecklenburg-Vorpommern.

## Geografi
Wusterhusen er beliggende omkring 16 km øst for Greifswald og to kilometer syd for Lubmin ved Kreisstraße K22 mellem Wolgast og Greifswald. Kommunen ligger på et højdedrag mellem Greifswalder Bodden mod nord, og den sumpede lavning ved Ziese mod syd. Landskabet er bakket i højder mellem 15,7 og 34,9 moh.
I kommunen finder man udover Wusterhusen, landsbyerne Gustebin, Konerow, Pritzwald og Stevelin. Wusterhusen grænser mod nord til Lubmin, til Rubenow mod øst, til Neu Boltenhagen mod syd og Brünzow mod vest.

## Eksterne kilder og henvisninger
- Wikimedia Commons har flere filer relateret til Wusterhusen
- Kommunens side på amtets websted
- Befolkningsstatistik mm (Webside ikke længere tilgængelig)